# Veliko Vojvodstvo Toskana
Veliko Vojvodstvo Toskana (tal. Granducato di Toscana, tal. Magnus Ducatus Etruriae), monarhija u središnjoj Italiji koja je s prekidima postojala od 1569. do 1859. godine, zamijenivši Firentinsko Vojvodstvo. Prijestolnica Velike Vojvodine bila je Firenca. Prije dolaska kuće Habsburg-Lothringen Toskana je nominalno bila država Svetog Rimskog Carstva sve do Vestfalskog mira iz 1648. godine.